# Cladosarsia minima
Cladosarsia minima is een hydroïdpoliep uit de familie Corynidae. De poliep komt uit het geslacht Cladosarsia. Cladosarsia minima werd in 1978 voor het eerst wetenschappelijk beschreven door Bouillon. 